# تاريخ الاقتصاد الكلي

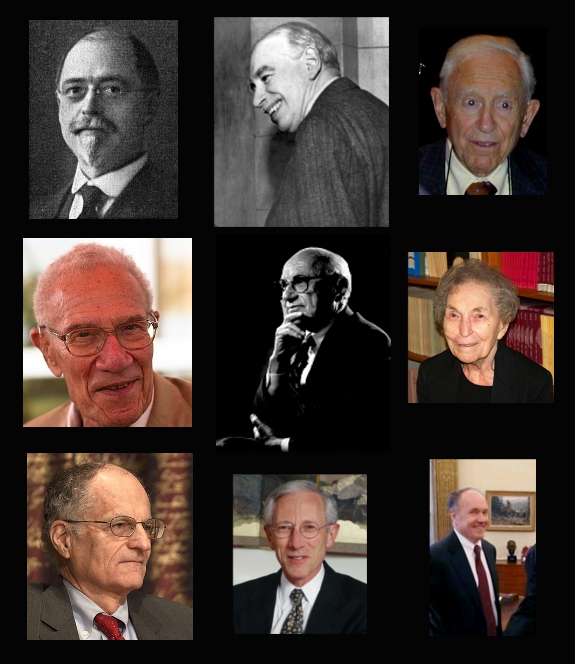

ترجع أصول نظرية الاقتصاد الكلي إلى دراسة دورات الأعمال والنظرية النقدية. اعتقد المنظرون الأوائل أن العوامل النقدية لا يمكن أن تؤثر على عوامل حقيقية مثل الإنتاج الحقيقي. هاجم جون ماينارد كينز بعض هذه النظريات «الكلاسيكية» ووضع نظرية عامة تصف الاقتصاد ككل من ناحية المجاميع بدلًا من الأجزاء الاقتصادية الجزئية الفردية. في محاولة منه لشرح البطالة والركود، لاحظ أن الناس والشركات يميلون لتخزين الأموال وتجنب الاستثمار خلال فترات الركود، وقال إن هذا الميل يبطل افتراضات الاقتصاديين الكلاسيكيين الذين اعتقدوا أن الأسواق صافية دائمًا، دون أي فائض من السلع ودون أي يد عاملة ترغب بالعمل ولا يمكنها الحصول عليه.
جمع جيل من الاقتصاديين من أتباع كينز نظريته مع الاقتصاد الجزئي الكلاسيكي الحديث لتشكيل نظرية اقتصادية نيوكلاسيكية. على الرغم من أن النظرية الكينزية استبعدت في الأساس أي شرح لمستويات الأسعار والتضخم، فقد تبنى الكينزيون لاحقًا منحنى فيليبس لنمذجة التغيرات في مستويات الأسعار. عارض بعض الكينزيين الجمع بين نظرية كينز ونظام التوازن واستعاضوا عنها بنماذج عدم التوازن. اعتمد علماء النقد، بقيادة ميلتون فريدمان، بعض الأفكار الكينزية مثل أهمية الطلب على النقود، لكنهم جادلوا بأن الكينزيين تجاهلوا الدور الذي يلعبه عرض النقود في التضخم. انتقد روبرت لوكاس وغيره من علماء الاقتصاد النيوكلاسيكي النماذج الكينزية التي لم تنجح في ظل التوقعات المنطقية. جادل لوكاس أيضًا بأن النماذج التجريبية الكينزية لن تكون مستقرة مثل النماذج القائمة على أسس الاقتصاد الجزئي.
تُوّجت المدرسة الكلاسيكية الجديدة بنظرية دورة الأعمال الحقيقية. كما النماذج الاقتصادية الكلاسيكية المبكرة، افترضت نماذج دورة الأعمال الحقيقية أن الأسواق صافية وأن دورات الأعمال تحركها التغيرات في التكنولوجيا والعرض، لا الطلب. حاول الكينزيون الجدد معالجة العديد من الانتقادات التي وجهها لوكاس وغيره من الاقتصاديين الكلاسيكيين الجدد (النيوكلاسيكيين) ضد الكينزيين الجدد. تبنى الكينزيون الجدد توقعات عقلانية وبنوا نماذج لها أسس جزئية (من الاقتصاد الجزئي) في الأسعار الجامدة، والتي تشير إلى أنه ما يزال من الممكن تفسير الركود من خلال عوامل الطلب، لأن الجمود يمنع الأسعار من الهبوط إلى مستوى المقاصة في السوق، ما يترك فائضًا من السلع واليد العاملة. جمع التوليف الكلاسيكي الجديد بين عناصر من الاقتصاد الكلي الكلاسيكي الجديد والكينزية الجديدة في إجماع كامل. تجنب اقتصاديون آخرون الجدال الدائر بين الكينزية الجديدة والكلاسيكية الجديدة حول الديناميات قصيرة الأجل، وطوروا نظريات نمو مستحدثة للنمو الاقتصادي على المدى الطويل.

## نظرية كينز العامة
يمكن القول إن الاقتصاد الكلي الحديث قد بدأ مع كينز ونشْر كتابه الذي يحمل عنوان النظرية العامة للتوظيف والفائدة والمال عام 1936. توسّع كينيز في مفهوم تفضيلات السيولة وبنى نظرية عامة لكيفية عمل الاقتصاد. جُمعت نظرية كينز مع كل من العوامل الاقتصادية والنقدية الحقيقية لأول مرة، فأوضحت البطالة واقترحت سياسة لتحقيق الاستقرار الاقتصادي.
أكد كينز أن الناتج الاقتصادي مرتبط إيجابيًا بسرعة تداول المال، وأوضح العلاقة من خلال تغيير تفضيلات السيولة: يزيد الناس من حيازاتهم المالية في أوقات الصعوبة الاقتصادية عبر تقليل إنفاقهم، ما يزيد من تباطؤ الاقتصاد. هذه المفارقة في التوفير ادعت أن المحاولات الفردية للنجاة من الانكماش تزيد من تفاقمها. عندما يزداد الطلب على النقود، تتباطأ سرعة تداول المال. إن التباطؤ في الأنشطة الاقتصادية يعني أن الأسواق قد تكون ضبابية، ما يوقف القدرة الإنتاجية ويؤدي إلى كساد المنتجات. جادل كينز بأن تغيرات السوق تحول الكميات لا الأسعار. استعاض كينز افتراض سرعة التداول المستقرة بأخرى يكون فيها مستوى الأسعار ثابت. إذا انخفض الإنفاق ولم تنخفض الأسعار، فإن فائض السلع يقلل الحاجة إلى العمال ويزيد البطالة.
واجه الاقتصاديون الكلاسيكيون صعوبة في تفسير البطالة والركود لأنهم طبقوا «قانون ساي» على سوق العمل وتوقعوا أن يُوظف جميع الراغبين في العمل بأجر يساوي الأجر السائد. في نموذج كينز، يحرك التوظيف والإنتاج الطلب الإجمالي ومجموع الاستهلاك والاستثمار. بما أن الاستهلاك لا يزال مستقرًا، فإن معظم التقلبات في إجمالي الطلب ينبع من الاستثمار الذي تحركه عوامل عدة من ضمنها التوقعات المستقبلية و«نزعة المخاطرة» وأسعار الفائدة. جادل كينز بأن السياسة المالية يمكن أن تعوض عن هذا التقلب. خلال فترات الركود، يمكن للحكومة زيادة إنفاقها لشراء السلع الزائدة وتوظيف اليد العاملة العاطلة عن العمل. أضف إلى ذلك أن التأثير المضاعف يزيد من تأثير هذا الإنفاق المباشر لأن العمال الجدد سينفقون دخلهم الذي سينتشر من خلال الاقتصاد، في حين أن الشركات ستستثمر استجابةَ لهذه الزيادة في الطلب.
وصفة كينز للاستثمار العام القوي لها صلات باهتمامه بعدم اليقين. أعطى كينز منظورًا فريدًا للاستدلال الإحصائي في مقال حول الاحتمالات كُتب عام 1921، أي قبل سنوات من أعماله الاقتصادية الرئيسية. اعتقد كينز أن الاستثمار العام والسياسة المالية القوية من شأنهما مواجهة الآثار السلبية لعدم اليقين في التقلبات الاقتصادية على الاقتصاد. في حين أن خلفاء كينز لم يولوا اهتمامًا كبيرًا للأجزاء الاحتمالية من عمله، يمكن القول إن عدم اليقين قد لعب دورًا رئيسيًا في جوانب الاستثمار وتفضيل السيولة في النظرية العامة.
نوقش المعنى الدقيق لعمل كينز لفترة طويلة. حتى تفسير وصف سياسة كينيز للبطالة، وهو أحد الأجزاء الأكثر وضوحًا في النظرية العامة، كان موضع نقاش. يناقش الاقتصاديون والعلماء ما إذا كان كينز يعتزم أن تكون نصيحته تحولًا رئيسيًا في السياسة لمعالجة مشكلة خطيرة أو حلاً محافظًا باعتدال للتعامل مع مشكلة بسيطة.

## المدرسة النقدية
طور ميلتون فريدمان بديلًا للاقتصاد الكينزي أسماه النظرية النقدية. يقوم المذهب النقدي عمومًا على فكرة أن عرض النقود مهم للاقتصاد الكلي. عندما ظهر المذهب النقدي في خمسينيات القرن العشرين وستينياته، أهمل الكينزيون الدور الذي لعبه المال في التضخم ودورة الأعمال، فجاء المذهب النقدي ليعترض على تلك النقاط مباشرةً.

### انتقاد منحنى فيليبس وتكبيره
يبدو أن منحنى فيليبس كان يعكس علاقة عكسية واضحة بين التضخم والإنتاج. انهار المنحنى في سبعينيات القرن الماضي، إذ عانت الاقتصادات من الركود الاقتصادي المتزامن مع التضخم، والمعروف باسم الركود التضخمي. جاء انهيار منحنى فيليبس في أعقاب الهجمات التي شنها فريدمان وإدموند فيلبس، والذي تم على أسس نظرية. جادل فيلبس، على الرغم من أنه ليس من أتباع المدرسة النقدية النقدية، بأن التضخم أو الانكماش غير المتوقعين وحدهما يؤثران على العمالة. أصبحت تغيرات «منحنى فيليبس المعزز بالتوقعات» أدوات قياسية. بدلًا من منحنى فيليبس، استخدم فريدمان وفيلبس نماذج تعتمد على المعدل الطبيعي للبطالة حيث يمكن للسياسة النقدية التوسعية أن تخفض البطالة مؤقتًا إلى ما دون المعدل الطبيعي. سوف تعدل الشركات في النهاية أسعارها وأجورها لتتماشى مع التضخم المبني على عوامل حقيقية، متجاهلة التغييرات الاسمية من السياسة النقدية.